# Алієв Газрет Агайович
Газрет Агайович Алієв (нар. 14 грудня 1922 — 28 лютого 1981) — Герой Радянського Союзу (1943), у роки німецько-радянської війни відзначився під час Битви за Дніпро.

## Біографія
Народився 14 грудня 1922 року у селі Хнов (нині Ахтинський район Дагестану) у селянській родині. Лезгин. Освіта неповна середня. Працював у колгоспі.
У РСЧА з 1942 року. З того ж року і у діючій армії.
Розвідник 496-ї окремої розвідувальної роти (236-та стрілецька дивізія, 46-та армія, Степовий фронт) рядовий Алієв у ніч на 26 вересня 1943 року у складі групи із 19 чоловік переправився через Дніпро в районі села Сошинівка (Дніпропетровська область). Упродовж ночі і дня група відбивала контратаки ворога. У наступних боях з розширення плацдарму забезпечував командування інформацією про противника.
У 1944 році закінчив курси молодших лейтенантів.
З 1946 року лейтенант Г.Алієв у запасі. Жив і працював у Махачкалі.

## Звання та нагороди
1 листопада 1943 року Г. А. Алієву присвоєно звання Героя Радянського Союзу.
Також нагороджений:
- орденом Леніна
- орденом Червоної Зірки
- медалями